# Orhan Altay
Orhan Altay (* 1. Mai 1978 in Silifke) ist ein ehemaliger türkischer Fußballtorhüter und aktueller -trainer.

## Spielerkarriere
Altay startete seine Profifußballkarriere 1997 beim damaligen Drittligisten Silifkespor, dem Verein seiner Heimatstadt Silifke. Zur Saison 1999/2000 wechselte Altay innerhalb der Liga zu İnegölspor und spielte hier die nächsten zwei Spielzeiten lang. Anschließend ging er zum Zweitligisten Ankara Şekerspor und war hier ebenfalls zwei Jahre aktiv. Nachdem aber Şekerspor zum Sommer 2003 den Klassenerhalt verpasst hatte und abgestiegen war, verließ Altay diesen Klub und wechselte zum Zweitligaverein Kayseri Erciyesspor. Hier saß er eine halbe Saison ausschließlich auf der Ersatzbank und verließ deswegen diesen Klub zum Frühjahr in Richtung Mersin İdman Yurdu. Für diesen Klub spielte er die nächsten zweieinhalb Spielzeiten lang und verließ ihn, nachdem dieser im Sommer 2006 in die 3. Liga abstieg. Die nächste Zeit spielte er für jeweils die Dauer einer Saison nacheinander für die Drittligavereine Kahramanmaraşspor und Hatayspor und kehrte dann zum Sommer 2008 wieder zu Mersin İY. 
Nach dem Aufstieg mit Mersin İY in die TFF 1. Lig, verließ Altay diesen Verein und heuerte stattdessen beim Istanbuler Drittligisten Güngören Belediyespor an. Mit diesem Klub wurde er Meister der Drittligasaison 2009/10 und stieg das zweite Mal in Folge in die TFF 1. Lig. Im Gegensatz zu Mersin İY wurde er diesmal im Kader behalten und spielte für diesen Verein, der im Sommer 2011 seinen Namen in Istanbul Güngörenspor änderte, die nächsten drei Spielzeiten.
Im Sommer 2013 wechselte er zum Amateurverein Adapazarıspor.

## Trainerkarriere
Ab dem Sommer 2014 wechselte Altay ins Trainerfach und war als erste Tätigkeit bei Diyarbekirspor als Torwart-Trainer aktiv. Anschließend folgten mehrere kurzfristige Anstellungen bei unterschiedlichen Viertligisten.

## Erfolge
Mit Mersin İdman Yurdu
- Vizemeister der TFF 2. Lig und Aufstieg in die TFF 1. Lig: 2008/09

Mit Güngören Belediyespor
- Meister der TFF 2. Lig und Aufstieg in die TFF 1. Lig: 2009/10